# Sajópüspöki
Sajópüspöki là một thị trấn thuộc hạt Borsod-Abaúj-Zemplén, Hungary. Thị trấn này có diện tích 9,45 km², dân số năm 2010 là 522 người, mật độ 55 người/km².